# Larbert
Larbert ist eine Ortschaft in der schottischen Council Area Falkirk. Sie liegt in der traditionellen Grafschaft Stirlingshire etwa vier Kilometer nordwestlich des Stadtzentrums von Falkirk und etwa zehn Kilometer südöstlich von Stirling im Central Belt nördlich des Flusses Carron. Im Jahre 2011 verzeichnete Larbert 9143 Einwohner.

## Geschichte
Larbert liegt 1,5 km nördlich des Antoninuswalls. Südlich des heutigen Larbert überquerte eine Römerstraße den Carron, weshalb das erhöht liegende Gebiet von Larbert für die Römer zur Überwachung des Übergangs von strategischer Bedeutung war. Larbert wuchs im 19. Jahrhundert mit dem Aufkommen der Stahlindustrie.

## Sehenswürdigkeiten
Der Alte Friedhof wurde 1977 wurde in die schottischen Denkmallisten der Kategorie A aufgenommen. Das ehemalige Royal Scottish National Hospital war als Denkmal der höchsten Kategorie A eingestuft. Es wurde jedoch 2014 abgebrochen.

## Verkehr
Durch Larbert verläuft die A9, die bedeutendste Fernverkehrsstraße der schottischen Highlands, auf ihrem Weg von Falkirk nach Thurso. Die Autobahnen M9, M80 und M876 verlaufen nur wenige Kilometer nördlich und nordwestlich. Larbert besitzt seit 1848 einen eigenen Bahnhof, den die First ScotRail auf der Edinburgh to Dunblane Line und der Croy Line bedient. Der Anschluss Larberts an das Eisenbahnnetz war von großer Bedeutung für die industrielle Entwicklung der Stadt.

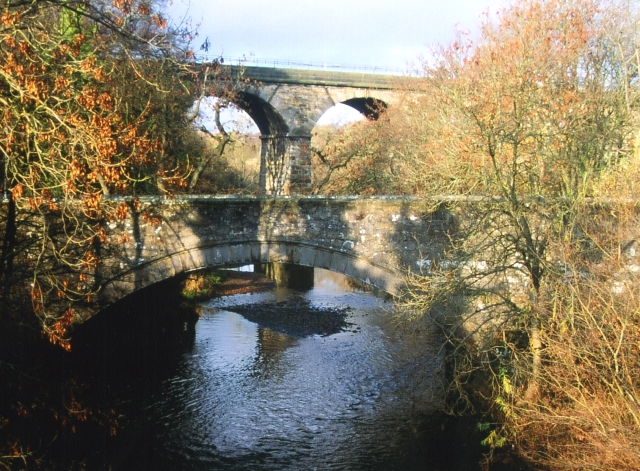
Der Carron bei Larbert
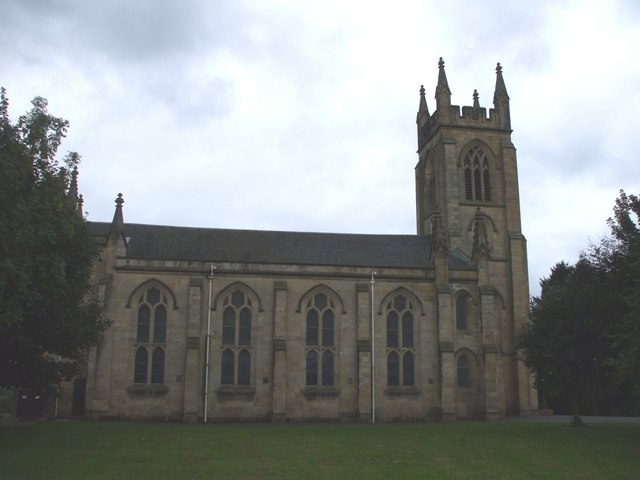
Kirche in Larbert
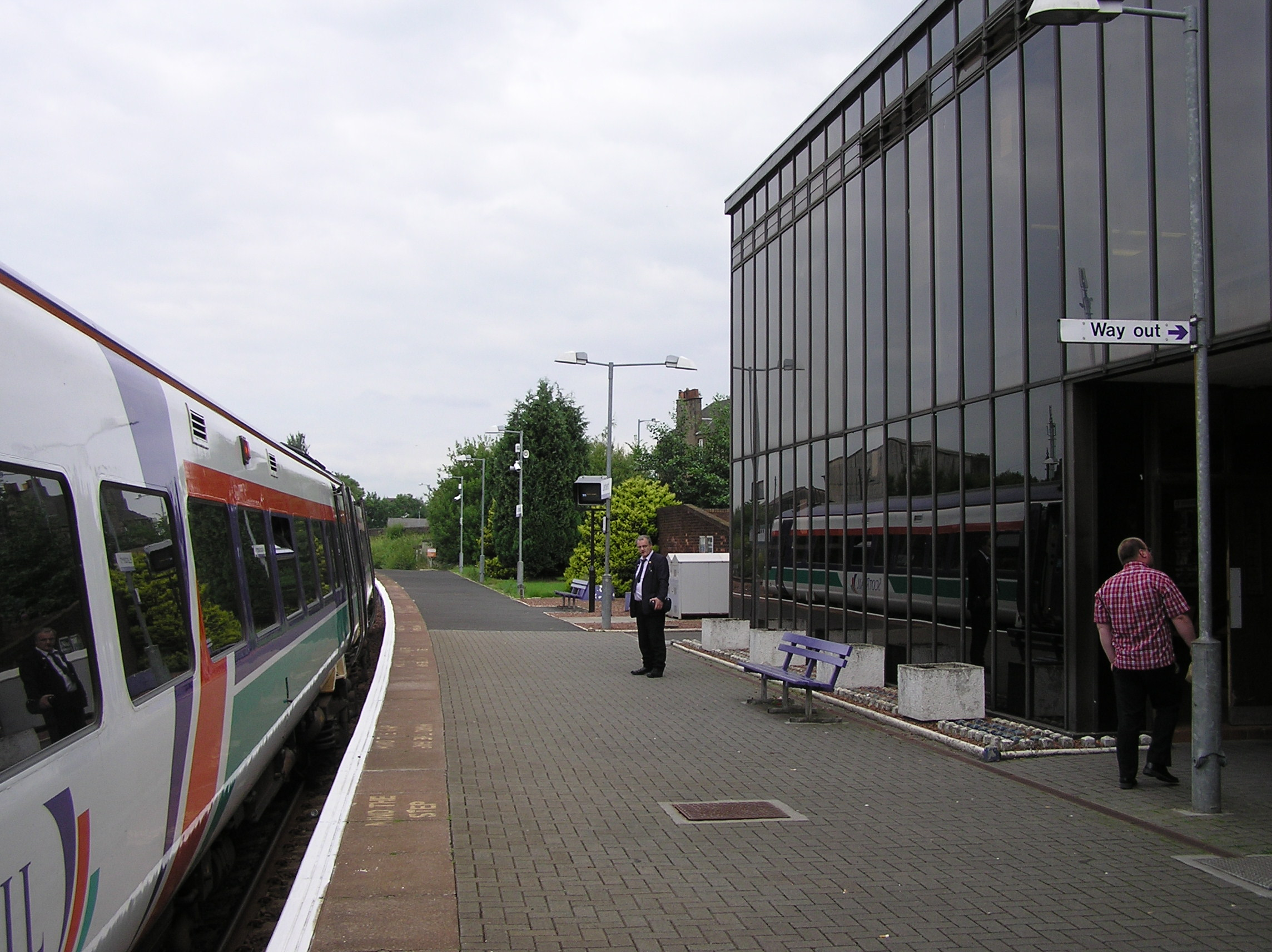
Bahnhof von Larbert

## Persönlichkeiten
- John Baildon (1772–1846), schottisch-deutscher Bauingenieur und Konstrukteur
- James Finlayson (1887–1953), in die USA ausgewanderter Schauspieler und Komiker, regelmäßiger und bekanntester Nebendarsteller von Laurel und Hardy
- Willie Gardiner (1929–2007), Fußballspieler
- Kai Fotheringham (* 2003), Fußballspieler